# Quiero Volver Tour
Tournées par Martina Stoessel
Got Me Started Tour
(2017) Tini Tour
(2022)
Quiero Volver Tour est la deuxième tournée de la chanteuse argentine Martina Stoessel. Elle débute le 13 décembre 2018 au Luna Park, à Buenos Aires. Durant cette tournée, elle présente son deuxième album, Quiero Volver, et reprend également des titres de son premier album, Tini. Elle chante aussi des remixes auxquels elle a participé, comme La Cintura d’Álvaro Soler ou Lo Malo d’Aitana et Ana Guerra.

## Déroulement
Après sa représentation au Luna Park, elle enchaîne d’autres dates, dans d’autres villes d’Argentine et au Chili,,. La tournée se poursuit à Montevideo, à Salta, à Tucumán et à Neuquén,,.
La date à Tucumán a été doublée en raison de la forte demande, deux dates sont ajoutées à Córdoba pour les 11 et 12 octobre, de même que deux dates supplémentaires, les 18 et 26 octobre 2019, au Luna Park,. Elle annonce, via les réseaux sociaux, qu’elle donnera une représentation à Mexico, le 10 novembre 2019 au Pepsi Center WTC.
Plus tard, la chanteuse partage d’autres dates en Argentine comme à Córdoba, mais aussi une date au Pérou, le 8 novembre 2019 à Lima,. Elle se produit aussi à San Salvador de Jujuy, devant plus de 10 000 personnes.
Sur Twitter, Martina Stoessel fait savoir que, pour la première fois, le Quiero Volver Tour passera en Colombie et au Paraguay,. Le 28 octobre 2019, elle partage les premières dates européennes de la tournée, en France, en Belgique, en Italie, aux Pays-Bas et en Allemagne,.
La tournée se poursuit ensuite en Argentine au Movistar Arena (en), le 1er novembre 2019, devant plus de 11 000 personnes, et au Luna Park, les 28 et 29 novembre, ainsi que les 3 et 5 décembre,.
Sa tournée passe également dans des festivals comme celui de la Villa María, le 9 février 2019, en Argentine et le festival Únicos, en Espagne, le 23 septembre, ainsi que dans des programmes à but bénéfique, comme Un Sol para los Chicos (es) le 10 août 2019.
En mars 2020, Martina Stoessel suspend sa tournée en Europe en raison de la pandémie de Covid-19.

## Premières parties et invités
- 13 décembre 2018 : Aitana, MYA, Ruggero Pasquarelli et Cali y El Dandee (es)[1].
- 9 février 2019 : Sebastián Yatra[22].
- 23 juin 2019 : Greeicy Rendón, Camila Gallardo et MYA[23].
- 7 septembre 2019 : Jorge Blanco et Toco Para Vos (es)[24].